# Emojipedia
Emojipedia é um site de referência de emoji criado em 2013 que documenta o significado e o uso comum de caracteres emoji no Unicode Standard. Mais comumente descrito como uma enciclopédia emoji ou dicionário emoji, Emojipedia também publica artigos e fornece ferramentas para rastrear novos caracteres emoji, alterações de design e tendências de uso. É propriedade da Zedge desde 2021.
Emojipedia é um membro votante do The Unicode Consortium.